# Relaciones Chile-Guatemala
Las relaciones Chile-Guatemala son las relaciones internacionales entre la República de Chile y la República de Guatemala. Entre ambos países existe una relación estable y consolidada basada en la hermandad hispanoamericana, afianzada por visitas presidenciales mutuas y a través de la suscripción de diversos acuerdos en materia de cooperación técnica y comercial, incluyendo un tratado de libre comercio.

## Historia

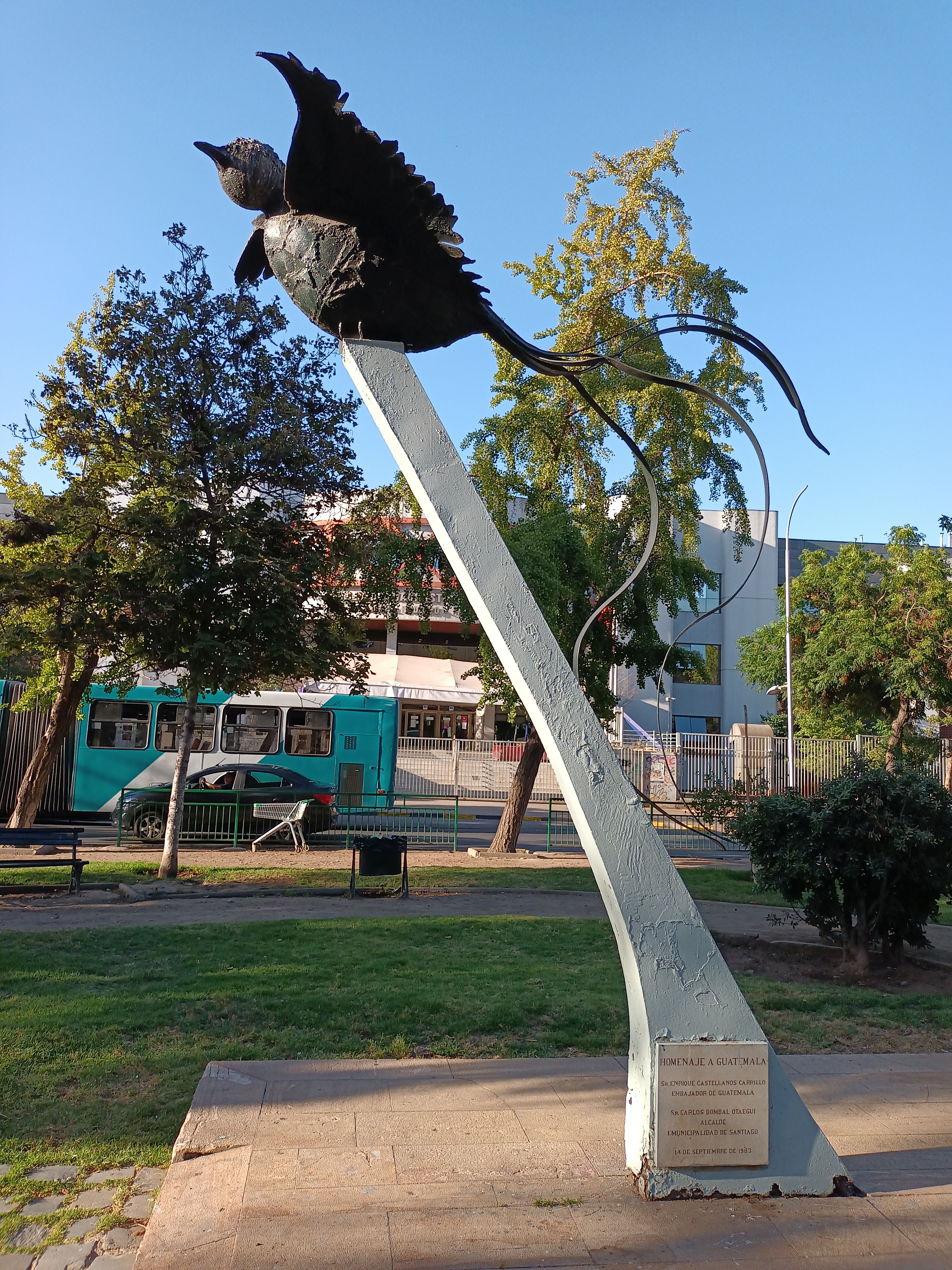
«Homenaje a Guatemala», monumento erigido en el Parque Portales en 1983 para conmemorar las relaciones bilaterales

Chile y Guatemala comparten nexos históricos al haber pertenecido ambos al Imperio español, siendo administrados de manera separada a través del Reino de Chile y la Capitanía General de Guatemala, respectivamente. 
La fecha más antigua que se tiene registro del inicio de las relaciones diplomáticas chileno-guatemaltecas, como repúblicas soberanas, se remonta al año 1830, cuando el Gobierno de Chile designó a Joaquín Campino como representante ante los gobiernos de México y Guatemala, como enviado extraordinario y ministro plenipotenciario. Por su parte, el primer diplomático guatemalteco en Chile fue Nicolás de Irisarri, quien cumplió funciones de encargado de negocios.       Asimismo, consta que durante la guerra del Pacífico, el gobierno de Guatemala anunció a la Cancillería chilena una «neutralidad absoluta» respecto al conflicto, en respuesta a las informaciones contenidas en documentos oficiales encontrados por el ejército chileno que ocupó Lima, que comprometían la neutralidad guatemalteca.
Los primeros acuerdos que se registran entre ambos países son el tratado para el ejercicio de profesiones libres (1907), la Convención Relativa al Intercambio de Correspondencia Oficial al Canje y Franqueo de Publicaciones Oficiales, Científicas, Literarias e Industriales (1909) y el Convenio sobre Valijas Diplomáticas, adoptado por cambio de notas en 1937. Entre los hitos que han marcado las relaciones chileno-guatemaltecas se destaca el título Doctora honoris causa concedido por la Universidad de San Carlos de Guatemala a la Premio Nobel de Literatura chilena Gabriela Mistral, en 1931. El primer embajador de Chile que presentó oficialmente sus cartas credenciales, en calidad de residente en Guatemala, fue Alberto Serrano Pellé, cuya ceremonia tuvo lugar el 21 de junio de 1943 ante el presidente Jorge Ubico Castañeda. El 10 de julio del mismo año, se presentó ante el gobierno chileno el primer embajador de Guatemala en Chile, Virgilio Rodríguez. Durante el conflicto México-Guatemala (1958-1959), el país centroamericano le pidió a Chile que representara sus intereses en México, hasta que se reanudaron las relaciones entre ambos países.

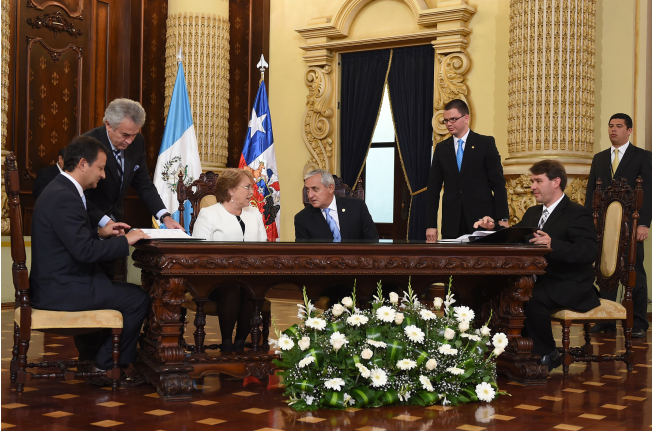
Suscripción de acuerdos bilaterales entre los presidentes de Chile y Guatemala, en enero de 2015

A partir de la década de 1980, ambos países han suscrito acuerdos comerciales, culturales, diplomáticos y medioambientales. En 1983 fue erigido en el Parque Portales de la capital chilena el «Homenaje a Guatemala», un monumento con una estatua de quetzal, inaugurado el 14 de septiembre bajo la administración del alcalde de Santiago Centro, Carlos Bombal. En 1997 se firmó un convenio para crear una Comisión Binacional de cooperación bilateral, a lo que le siguieron acuerdos en materia de promoción y protección recíproca de inversiones, defensa nacional, turismo, minería y transporte aéreo. En 1998 comenzaron las conversaciones entre Chile y los países centroamericanos para negociar un tratado de libre comercio (TLC), el que, tras cinco rondas de negociación, fue suscrito el 18 de octubre de 1999 en Ciudad de Guatemala. En 2007 se suscribió un protocolo adicional entre Chile y Guatemala al TLC, entrando en plena vigencia el 23 de marzo de 2010.
En los últimos años, las principales iniciativas de cooperación entre ambos países se han desarrollado en los ámbitos de fortalecimiento y modernización institucional, ciencia, tecnología e innovación, seguridad pública y justicia y formación de recursos humanos . En 2018, Chile ofreció apoyo a Guatemala para diseñar una red de monitoreo vulcanológico, a cargo del Servicio Nacional de Geología y Minería de Chile.

### Visitas oficiales
El 30 de enero de 2015, la presidenta chilena Michelle Bachelet, realizó una visita de Estado a Guatemala, donde fue recibida por el presidente Otto Pérez Molina.

## Relaciones comerciales
Los primeros contactos comerciales entre ambos países datan de 1899, cuando arribó a Guatemala el primer vapor de bandera chilena, de propiedad de la Compañía Sudamericana de Vapores. Ese mismo año, Guatemala comenzó a exportar café a Chile.
Actualmente, las relaciones económicas y comerciales entre ambos países se rigen por el Tratado de Libre Comercio suscrito entre Chile y Centroamérica, y por el Protocolo Bilateral entre Chile y Guatemala de dicho TLC, que entró en vigencia el 23 de marzo del 2010. En ese marco, los principales productos que importa Guatemala desde Chile son papel, alimentos procesados, frutas, madera, químicos, bolsas, vinos y medicamentos, mientras que Guatemala exporta a Chile principalmente azúcares de caña, cauchos naturales técnicamente especificados y preparaciones para alimentación de animales. En 2013, Guatemala representó el 0,2% del intercambio comercial chileno, con un total de 238 millones de dólares estadounidenses. Tras la firma del tratado de libre comercio, las exportaciones guatemaltecas al mercado chileno aumentaron casi un 18%, considerando el periodo 2010–2013.
En 2022, el intercambio comercial entre ambos países ascendió a los 340,1 millones de dólares estadounidenses, lo que supuso un 5% de crecimiento promedio anual en los últimos cinco años. Los principales productos exportados por Chile fueron granos de avena, madera de pino insigne y pasta química de madera, mientras que Guatemala exportó mayoritariamente azúcar de caña y cauchos.

## Misiones diplomáticas
- Chile tiene una embajada en Ciudad de Guatemala.[13]
- Guatemala tiene una embajada en Santiago de Chile.